# Joara
Joara era un grande insediamento dei nativi americani appartenenti alla cultura del Mississippi, in quella che oggi è la contea di Burke, nella Carolina del Nord. Joara ha un importante significato archeologico e storico, trattandosi del primo insediamento europeo nell'entroterra del continente.
Recenti scoperte hanno dimostrato la presenza di una solida cultura nativa e di una prolungata presenza spagnola durante il XVI secolo in Carolina del Nord. Joara era il centro più importante della zona. Era anche il luogo in cui sorse Fort San Juan, primo avamposto spagnolo (1567-1568) nell'entroterra della Carolina del Nord. Nacque infatti 40 anni prima dell'inglese Jamestown, e 20 prima della "Colonia Perduta" dell'Isola di Roanoke.
Situata a nord-ovest di Morganton, parte del sito archeologico è stato scavato dall'Upper Catawba Valley Archaeology Project. Questo progetto era composto soprattutto da archeologi provenienti da Warren Wilson College, Southern Illinois University e Università della Carolina del Nord a Chapel Hill, ma comprendeva anche archeologi della Università dell'Oklahoma. Durante gli scavi estivi vengono organizzati eventi diretti al pubblico.
Joara fu fondata attorno al 1000, ed era fiorente quando i soldati spagnoli giunsero nel gennaio del 1567, guidati da capitan Juan Pardo. Essi si insediarono qui durante l'inverno chiamando il villaggio Cuenca. Vi costruirono Fort San Juan. Dopo 18 mesi, i nativi uccisero i soldati dal forte bruciandone la struttura. Lo stesso anno uccisero tutti i 120 uomini di Pardo tranne uno, distruggendo tutti i 6 forti costruiti nell'entroterra sud-orientale. Dopo questo avvenimento gli spagnoli interruppero l'esplorazione di questa regione.
Gli effetti delle malattie e della conquista europea, e l'assimilazione di numerose tribù native, portò all'abbandono da parte degli indigeni dell'insediamento molto prima che gli esploratori inglesi e scozzesi, e gli immigrati tedeschi, giungessero secoli dopo.

## Insediamento
Si pensa che Joara sia nata poco dopo il 1000. Fu edificata sulla riva occidentale dell'Upper Creek ed in vista di Table Rock. I nativi di Joara erano composti dalla parte orientale del popolo stanziato nelle vallate dei fiumi Mississippi ed Ohio (fiume). Al tempo dei primi contatti europei con i nativi che abitavano le pendici degli Appalachi, Joara era già cresciuta diventando il centro indiano più popoloso di quelli presenti nell'odierna Carolina del Nord. La città era il centro politico di un regno che controllava molti insediamenti circostanti.
I Catawba sono probabilmente i discendenti dei nativi di Joara.

## Esplorazione spagnola

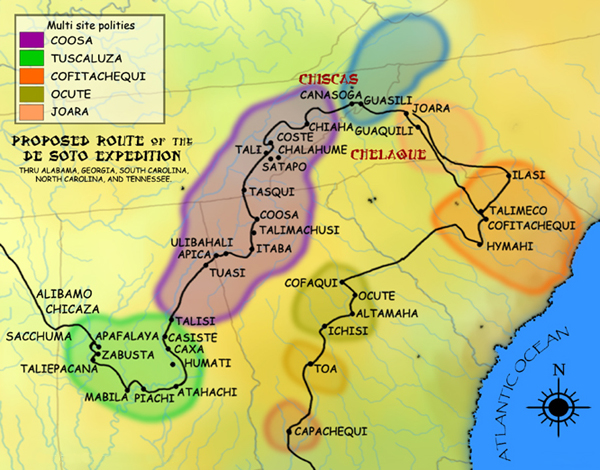
MAppa raffigurante il tracciato dell'esplorazione di Hernando de Soto, attraverso Georgia, Carolina del Sud, Carolina del Nord, Tennessee ed Alabama. Basata sulla mappa disegnata da Charles Hudson nel 1997

### Hernando de Soto
Nel 1540 Hernando de Soto guidò una spedizione spagnola sul versante orientale degli Appalachi in quelle che oggi sono Georgia, Carolina del Sud e del Nord. La spedizione registrò i primi contatti documentati tra europei ed abitanti di Joara, che i cronici di Soto chiamarono "Xuala". Gli spagnoli ripartirono subito per continuare l'esplorazione dell'entroterra della Florida spagnola. Sarebbero dovuti passare altri 26 anni prima che gli spagnoli facessero le prime rivendicazioni sulla proprietà di questa terra.

### La prima spedizione del capitano Juan Pardo

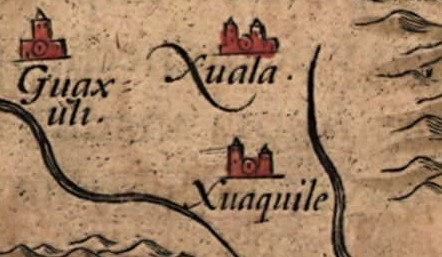
Dettaglio di Joara (chiamato Xuala) e dei villaggi vicini, segnati sulla mappa di La Florida disegnata da Chiaves nel 1584

Il 1º dicembre 1566 il capitano Juan Pardo e 125 uomini partirono da Santa Elena, centro della Florida spagnola (situata sul luogo dell'odierna Parris Island, contea di Beaufort, Carolina del Sud) per ordine del governatore Pedro Menéndez de Avilés, con l'obbiettivo di reclamare la proprietà dell'entroterra in nome della Spagna. Pardo era deciso a conquistare pacificamente i nativi, convertendoli al Cattolicesimo e stabilendo una strada verso le miniere d'argento spagnole nei pressi di Zacatecas, Messico. Gi spagnoli credevano di essere molto più vicini alle miniere di quanto in realtà non fossero.
Per assicurarsi di avere rifornimento di cibo durante il viaggio lungo le montagne, gli spagnoli viaggiarono a nord-ovest dove incontrarono degli indiani amichevoli che li sfamarono. Il piccolo contingente spagnolo si fermò presso Otari (odierna Charlotte) e Yssa (odierna Denver) prima di giungere a Joara.
Capitan Pardo ed i suoi uomini giunsero a Joara nel gennaio del 1567. La chiamarono Cuenca, nome del paese natale di Pardo. La neve presente sugli Appalachi obbligò gli spagnoli a stabilire una base invernale nei pressi di Joara. Gli esploratori costruirono un forte in legno all'estremità settentrionale di Joara chiamandolo Fort San Juan. Questo divenne il primo insediamento europeo della Carolina del Nord, precedendo la colonia inglese dell'isola di Roanoke di 18 anni, e Jamestown di 40.
Gli spagnoli si insediarono a Fort San Juan reclamando la sovranità sugli altri villaggi della regione, compresi Guaquiri (vicino a Hickory) e Quinahaqui (nella contea di Catawba). Nel febbraio del 1567 Pardo costruì Fort Santiago a Guatari, piccolo paese dei Guatari (chiamati anche Wateree) nell'odierna Contea di Rowan.
Quando Pardo seppe di una possibili invasione francese di Santa Elena, lasciò 30 soldati ad occupare Joara, e quattro col cappellano Sebastian Montero ad occupare Guatari. Partì con il resto delle sue forze. Pardo nominò sergente Hernando Moyano, col compito di comandare Fort San Juan.

### Razzie di Hernando Moyano
Nella primavera del 1567, Hernando Moyano guidò un misto di nativi e spagnoli verso nord. Questo gruppo attaccò e bruciò il villaggio Chiska di Maniateque (vicino a Saltville) prima di tornare a Joara.
Dopo aver fatto riposare i suoi uomini, Moyano li condusse a Guapere (che si crede essere stata nell'alto corso del Watauga (fiume) in Tennessee). Spagnoli e nativi attaccarono e bruciarono Guapere marciando ad ovest fino a Chiaha (Tennessee). Gli uomini di Moyano costruirono un forte a Chiaha, ed attesero il ritorno di Juan Pardo.

### La seconda spedizione del capitano Juan Pardo
Juan Pardo tornò a Fort San Juan nel settembre del 1567, scoprendo che gli abitanti locali erano arrabbiati per le continue scorribande spagnole e per la loro richiesta di cibo, donne e canoe. Le nuove malattie avevano destabilizzato la società, causando un certo risentimento verso gli spagnoli. Invece di proseguire la missione verso il Messico, Pardo lasciò una guarnigione a Fort San Juan guidando il resto dalla truppa ad ovest, in aiuto degli uomini di Hernando Moyano.
Pardo portò i suoi uomini al villaggio di Tocae (Asheville), e proseguì verso Cauchi (Canton). Si spostarono poi a Tanasqui ed a Chiaha, dove trovarono Hernando Moyano bisognoso di rifornimenti. Poi Pardo tornò a Santa Elena.

## Rivolta indiana e fine della colonizzazione spagnola
Poco dopo il maggio del 1568, a Santa Elena si seppe che i nativi avevano bruciato i sei fortini eretti da Juan Pardo, uccidendo tutti i 120 spagnoli tranne uno. Pardo non tornò mai più in quella regione, e gli spagnoli rinunciarono all'idea di conquistare e colonizzare l'entroterra sud-orientale. I racconti di Juan Pardo relativi ai suoi viaggi a Joara, scritti dal suo scriba Bandera, furono scoperti e tradotti negli anni ottanta.

### Morte ed abbandono
Al tempo del contatto con gli spagnoli, i nativi dell'area erano identificati dai loro villaggi, e non facevano parte di grandi tribù. La morte portata dalle malattie europee e la conquista ed assimilazione di grandi tribù quali i Catawba ed i Cherokee, obbligarono molti piccoli gruppi a sparire. Nel momento in cui molti coloni inglesi, scozzesi, irlandesi e tedeschi giunsero qui nel XVIII secolo, Joara e molte altre città indiane della zona erano state abbandonate.
Nonostante il luogo di Joara e di Fort San Juan fossero stati dimenticati, gli abitanti locali trovarono numerosi artefatti nativi in certe zone della valle del fiume Catawba. Con l'esclusione delle zone in cui i tumuli erano protetti, durante i primi anni cinquanta i contadini della zona distrussero con i bulldozer circa dodici tumuli di Joara per ricavare terreno coltivabile. La posizione del tumulo è oggi riconoscibile solo grazie ad un rialzo di 60 centimetri del terreno, ma gli attuali proprietari hanno promesso di proteggere il sito.

## Riscoperta del sito di Berry
Durante gli anni sessanta e settanta, numerosi sopralluoghi archeologici sono stati condotti nella contea di Burke con l'obbiettivo di determinare la posizione di Joara e di Fort San Juan. Negli anni ottanta gli archeologi avevano ridotto il numero di possibilità ed iniziarono scavi di portata limitata. Studi e scavi dimostrarono che la parte alta della valle del Catawba aveva ospitato un'abbastanza numerosa popolazione nei secoli compresi tra il XIV ed il XVI.
Nel 1986 si fece un passo avanti nello scavo Berry (che prende il nome dai proprietari del terreno). Gli archeologi scoprirono artefatti spagnoli del XVI secolo. Questa prova, supportata dai racconti di Bandera, portò ad una rivalutazione della rotta tracciata da Pardo nella valle di Catawba. Altre prove suggerirono che Berry fosse in realtà la sede di Joara e Fort San Juan. È stato anche dimostrata l'estensione del terreno che gli spagnoli tentarono di trasformare in colonia.
Successivi scavi presso Berry, effettuati negli anni novanta e 2000, hanno dissotterrato resti dell'insediamento nativo di Joara e di rifugi spagnoli bruciati, ed altri oggetti spagnoli del XVI secolo tra cui frammenti di giare per l'olio, una picca ed un coltello. Nel 2007 la squadra scavò la Struttura 5 trovando una scala spagnola in ferro, e prove di tecniche edilizie spagnole. Questi oggetti non erano beni di scambio, ma arnesi usati dagli spagnoli negli insediamenti. Joara è particolarmente interessante per l'interazione tra nativi e spagnoli, relativamente limitati nel numero e dipendenti dal cibo indigeni. Gli archeologi si aspettano di trovare prove che rivelerebbero molti altri dettagli di quella storia.
Gli archeologi esperti di questa zona hanno concluso che si tratta del sito di Joara e di Fort San Juan. Questa idea conferma gli insediamenti spagnoli documentati eel 1567-1568, così come il fatto che i nativi bruciarono i forti. La scoperta richiede un riesame della storia dei contatti europei con i nativi americani.